# Banda Achém
Banda Achém (em indonésio: Banda Aceh) é a capital provincial e maior cidade de Achém, Indonésia, localizada no extremo norte da ilha de Sumatra. Sua população é de aproximadamente 260 mil em 2006.